# 黒石信淵
黒石信淵（くろいしのぶひろ、1972年 - ）は、CMやMVなどを手がける撮影監督。岡山県倉敷市出身。

## 略歴
高校卒業後、渡米。イリノイ州立南イリノイ大学で2年写真を学ぶ。その後、私立コロンビア大学シカゴ校に編入、同校で映画撮影技術を4年学ぶ。卒業後1年、アメリカンの映画CM業界でインターンとして働き、日本帰国後、撮影助手を8年経験。独立。

## 主な作品

### CM
- JAL「クラスJ/Jカード」
- 任天堂「DSソフト 赤い糸」
- ブルボン「ビタミンCガム晴れ渡る空篇」
- YAMAHA「企業広告」「シリウス」
- ロッテスノー「トルコ風アイス逆バンジー篇」
- 早稲田アカデミー「高目を狙い撃ち篇」
- タケダ薬品工業「ベンザブロック　せき止め篇」
- ベネッセ「ワールドワイドコンテンツ」
- DoCoMo四国
- 静岡銀行
- Panasonic「LUMIX TZ3」
- 日本マクドナルド「ハッピーセット」
- E-モバイル「電話サービス開始篇」
- ドクターシーラボ「アクアインダーム ディエヌエッセンス 赤から導入篇」
- ダック引越しセンター「赤いDuck!篇」
- オムロン「企業CM・環境への願い篇」
- 音楽座「ミュージカル・7つの人形の恋物語」

### MV
- 福井舞「アイのうた」
- 浜崎あゆみ「Together When...」
- Mr.Children「ひびき」
- LISA「tomorrow」
- bird「BATUCADA」
- 柴咲コウ「at home」
- 奥田民生「サウンド オブ ミュージック」
- aiko「雲は白 リンゴは赤」
- SOUL'd OUT「To All Tha Dreamers」
- スガシカオ「June」
- ストロボ「ラブレター」
- misono「砂の城のマーメイド」
- 東方神起「明日は来るから」
- MAX「SPLASH GOLD」
- SE7EN「会いたい」
- 清木場俊介「5日間... バックレよう」

### 映画
- 「ハミングライフ」（監督：窪田崇）[1]
- 「369のメトシエラ －奇跡の扉－」（監督：小林克人・小林健二）[2]

### WEB
- 「shortcakes２」（監督：長澤雅彦）
- 「ロッテ紗々」（堀北真希）（監督：長澤雅彦）
- 「HONDA Webムービー【クリーンカープロジェクト】」（監督：筧昌也）